# Clyomys laticeps
Espèce
Statut de conservation UICN

 LC  : Préoccupation mineure
Le Rat à grosse tête (Clyomys bishopi) est une espèce de rongeurs de la famille des Echimyidae qui regroupe des petits mammifères d'Amérique du Sud appelés aussi rats épineux,.
Ce rat porc-épic est un animal terrestre diurne qui vit en colonies. Il reste abondant. On le rencontre dans des régions de savane brésilienne ou paraguayenne, où il vit en partie caché dans des galeries creusées dans le sol.
Cette espèce a été décrite pour la première fois en 1909 par le zoologiste britannique Michael Rogers Oldfield Thomas (1858-1929). 